# 水性樹脂
水性樹脂是使用水而不是有機溶劑作為介質的聚合物，通常包含所有以水為主要載體的樹脂，其可以是水溶性的、或分散在水中。水性樹脂常用於塗料、粘合劑、密封劑、彈性體和複合材料。

## 發展
大多數塗料有四種基本成分—樹脂、溶劑、顏料和添加劑，但主要成分是樹脂。隨著許多國家建立環境保護法規以及石化原料供應問題，促使越來越多化學家及企業轉向開發水性塗料技術，並且由於樹脂／聚合物是塗料中最重要的部分。 水通常是一種低成本（但不是免費）的商品，供應充足，沒有毒性問題．因此以水作為載體來生產油漆、油墨、粘合劑和紡織品施膠劑等的需求一直存在。1960 年代以美國為首開始，水性塗料的用量開始增長，其理由是：1) 降低塗料的可燃性（安全因素）； 2) 減少排放到大氣中的揮發性有機物； 3) 成本，以上都有助於減少對石油衍生溶劑的依賴。近年來，從立法層面導致的開發壓力導致了水性樹脂越來越受到關注。

## 水性樹脂種類

### 水性環氧樹脂
環氧樹脂系統一般由固化劑和環氧樹脂組成，固化劑和環氧樹脂都可以製成水性的。以助溶劑和表面活性劑的乳化的水性環氧樹脂（分子量 >1000）分散乳液很容易可從市場取得。環氧樹脂主鏈經常被修飾增加親水性以確保乳化性。
乾燥過程中，樹脂顆粒隨著溶劑揮發凝結聚集成膜，為了固化樹脂並使其交聯，通常添加胺基固化劑，稱為雙組分系統。

### 水性聚氨酯
水性聚氨酯係指分散在水中的聚胺酯樹酯，分為陰離子、陽離子、非離子型，其中以陰離子型最為常見。水性聚氨酯藉由引入親水基團使樹脂能被分散在水中，但親水性基團會導致製成之成品防水性不佳，研究者們正在針對此問題進行開發研究，如引入聚二甲基矽氧烷等結構。水性聚氨酯也有二組份版本，由於二組分聚氨酯由多元醇與異氰酸酯及水與異氰酸酯反應固化，因此需要特殊的配方跟合成技術，例如利用磺酸鹽改質異氰酸酯。

## 延伸閱讀
- . Paul F. Bruins, Polytechnic Institute of Brooklyn. New York: Interscience Publishers. 1968. ISBN 0-470-11390-1. OCLC 182890.
- Flick, Ernest W. . Park Ridge, NJ. 1993. ISBN 978-0-8155-1708-5. OCLC 915134542.
- Lee, Henry. . Kris Neville [2nd, expanded work]. New York: McGraw-Hill. 1967. ISBN 0-07-036997-6. OCLC 311631322.
- Philip Sherman; British Society of Rheology. . Macmillan. 1963. ISBN 9780080102900.

## 外部連結
- Covestro （页面存档备份，存于）
- DSM （页面存档备份，存于）
- DIC （页面存档备份，存于）
- PU  General Info （页面存档备份，存于）
- Incorez range （页面存档备份，存于）
- Allnex website （页面存档备份，存于）
- Hexion Waterbone Resins （页面存档备份，存于）
- ARKEMA Waterborne Resins （页面存档备份，存于）
- Alkyd Emulsions- Van Horn, Metz & Co. Inc. （页面存档备份，存于）